# Pauline Feldmann
Pauline Feldmann (* 19. Juli 1884 in Wien, Österreich; † 28. April 1986 in New York City, USA) war eine österreichische Gynäkologin, Vertreterin der Organisation der Ärztinnen Österreichs und NS-Verfolgte.

## Leben
Pauline Feldmann war die Tochter von Rudolf und Bertha Feldmann (geb. Feldmann). Rudolf Feldmann stammte aus Teplitz in Böhmen, Bertha Feldmann stammte aus Prag. Pauline Feldmann studierte Medizin an der Universität Wien während des Ersten Weltkriegs. Sie beendete das Studium im Jahr 1918 mit der medizinischen Promotion. Anschließend absolvierte sie eine Ausbildung zur Fachärztin für Gynäkologie und Geburtshilfe an der Universitäts-Kinderklinik sowie der I. Universitäts-Frauenklinik am Allgemeinen Krankenhaus Wien unter dem Vorstand von Privatdozent Ludwig Adler. Zwischen 1921 und 1924 war Feldmann kommissarische Leiterin des Ambulatoriums für Frauenkrankheiten am Kaiser-Franz-Josef-Spital in Wien, X. Bezirk. Danach eröffnete sie eine Privatpraxis in Wien, IX. Bezirk, Berggasse 8.
Ab 1919 war Pauline Feldmann Mitglied der von Dora Brücke-Teleky gegründeten „Organisation der Ärztinnen Österreichs“ (OÖA). Sie gehörte somit zu den ersten Mitgliedern dieser Organisation. Schriftführerin der Organisation war Ada Hirsch. Die OÖA wurde bereits wenige Monate später Mitglied der „Medical Women's International Organisation“ (MWIA). Sie war zudem Rechnungsführerin und Schriftführerin der „Organisation Wiener Ärztinnen“. 1928 war Feldmann, neben Dora Brücke-Teleky, Else Volk-Friedland und Frida Becher von Rüdenhof, Referentin bei der Delegiertenversammlung der „Internationalen Ärztinnenvereinigung“ in Bologna. Auch war sie Funktionärin in der „Wirtschaftlichen Organisation der Ärzte Wiens.“
Nach dem „Anschluß Österreichs“ an das nationalsozialistische Deutsche Reich im Frühjahr 1938 wurde Pauline Feldmann wegen ihrer jüdischen Herkunft verfolgt. 1939 gelang ihr die Flucht in die USA über Southampton in England. In New York City nahm sie ihre Tätigkeit als Ärztin wieder auf. Sie verstarb hochaltrig in New York City im US-amerikanischen Exil.

## Publikation
- gemeinsam mit Ludwig Adler (1920): Der schematische Dämmerschlaf nach Siegel. Leipzig.
- 1921: Über die Zuckertoleranz der Neugeborenen. European Journal of Pediatrics, Vol. 28, Nr. 5–6.